# Zentralverband Deutsches Baugewerbe

Logo des Verbandes

Der Zentralverband Deutsches Baugewerbe (ZDB) ist die Spitzenorganisation der baugewerblichen Unternehmen in Deutschland mit Sitz in Berlin. Der ZDB wurde 1899 als Deutscher Arbeitgeberbund für das Baugewerbe gegründet.

## Organisation
Die Organisation ist ein Zusammenschluss von Einzelverbänden und vertritt circa 35.000 deutsche Handwerksbetriebe in Bauwesen. Rund 75 % der im Bauhauptgewerbe Beschäftigten kommen aus dem Handwerk und arbeiten im Baugewerbe (im Gegensatz zur Industrie).
Der Zentralverband hat die Funktionen eines
- Wirtschaftsverbands. Er vertritt die Interessen seiner Mitglieder und wirkt u. a. bei der Gesetzgebung mit. Der Verband versucht so, auf die Gestaltung der Rahmenbedingungen Einfluss zu nehmen.
- Arbeitgeberverbands, er ist somit Tarif- und Sozialpartner und gestaltet als solcher gemeinsam mit dem Hauptverband der Deutschen Bauindustrie und der IG BAU die tarifpolitischen Rahmenbedingungen; gemeinsam wird auch auf ergänzende gesetzliche Regelungen Einfluss genommen.
- Technischen Verbands (Mitarbeit bei Normen auf deutscher und europäischer Ebene). Auch hier vertritt der Verband die Interessen seiner mittelständischen Mitglieder und tritt einer Verwissenschaftlichung der Normung entgegen.

Der Verband hat drei Verbandsebenen: Innungen, Landes- und Fachverbände, Zentralverband; die Unternehmen sind darüber hinaus horizontal fachlichthematisch (Ausbau, Hochbau, Verkehrswegebau) in den Bundesfachgruppen organisiert. organisiert. Der Vorstand des ZDB besteht aus dem Präsidenten, drei Vizepräsidenten sowie neun weiteren Mitgliedern; zwei Mitglieder sind darüber hinaus kooptiert.

### Bundesfachgruppen
- Betonwerkstein, Fertigteile, Terrazzo und Naturstein
- Estrich und Belag
- Fliesen und Naturstein (FFN)
- Holzbau und Ausbau
- Stuck-Putz-Trockenbau
- Wärme-, Kälte-, Schall- und Brandschutz
- Feuerungs-, Schornstein- und Industrieofenbau
- Hoch- und Massivbau
- Brunnenbau, Spezialtiefbau und Geotechnik
- Straßen- und Tiefbau

## Präsidenten
- 1947–1951: Herbert Brinkmann
- 1951–1968: Ernst Liebergesell
- 1968–1978: Ernst Hackert
- 1978–2000: Fritz Eichbauer (danach Ehrenpräsident)
- 2000–2006: Arndt Frauenrath
- 2006–2018: Hans-Hartwig Loewenstein (danach Ehrenpräsident)[4]
- 2018–2023: Reinhard Quast[5]
- seit Oktober 2023: Wolfgang Schubert-Raab[6]

## Bekannte weitere Vorstandsmitglieder
- Frank Dupré (Vizepräsident)
- Helmut Hubert (ehemaliges Vorstandsmitglied)

## Preisvergabe
Der Verband vergibt alle zwei Jahre die Konrad-Zuse-Medaille für Verdienste um die Informatik im Bauwesen.